# 피아노 협주곡 15번 (모차르트)
피아노 협주곡 15번 B ♭ 장조, KV. 450은 볼프강 아마데우스 모차르트의 피아노와 오케스트라를 위한 협주곡이다. 협주곡은 피아노 독주, 플루트 (3악장만), 오보에 2 개, 바순 2개, 호른 2개, 현악기로 구성된다. 모차르트는 1784년 1분기에 비엔나의 Trattnerhof와 Burgtheater에서 열린 일련의 콘서트에서 연주할 협주곡을 작곡했으며, 1784년 3월에는 그곳에서 자신이 독주자로 활동했다.

협주곡은 3악장으로 되어 있다.
1. Allegro
2. Andante in E♭ major
3. Allegro

1악장은 전형적인 소나타-알레그로 형식이다. 중간 악장은 주제 와 2개의 변주 로 구성된다. 피날레는 (모차르트의 경우 평소와 같이) 소나타-론도이지만 덜 일반적인 ABACABA 형식을 사용한다.